# FSV Bentwisch
Der FSV Bentwisch ist ein Sportverein aus Bentwisch, Landkreis Rostock. Er wurde am 21. Dezember 1966 als reiner Fußballverein gegründet und hat heute über 800 Mitglieder, die in zwölf Sparten tätig sind.

## Geschichte und Vereinsstruktur
Am 21. Dezember 1966 wurde der FSV Bentwisch unter der Vereinsbezeichnung SG Bentwisch als reiner Fußballverein gegründet. Zu DDR-Zeiten spielte die Mannschaft ausschließlich in der Kreis- und Bezirksklasse.
1990 fand eine Umbenennung des Vereins in Fußballspielverein (FSV) Bentwisch statt. Durch die Aufnahme weiterer Sportarten, wurde der Name 2009 in Freizeitsportverein Bentwisch umgewandelt, wodurch die FSV-Kurzbezeichnung erhalten blieb.
Heute gibt es neben der Fußball-Abteilung die Abteilung Breitensport, die aus acht Sektionen besteht, in denen im Verein aktiv Sport betrieben werden kann:
- Badminton
- Beachsoccer
- Boxen
- Frauensport
- Kindersport
- Radfahren
- Rhythmische Sportgymnastik
- Tennis
- Volleyball
- Walking
- Zumba

Der Verein nutzt das Sportforum in Bentwisch mit einem Kunstrasenplatz, einem Stadion mit Naturrasen und einer Sporthalle.

## Abteilung Fußball
Durch den Meistertitel in der Verbandsliga Mecklenburg-Vorpommern im Jahr 2008 durch die erste Männermannschaft spielte diese in der Saison 2008/09 in der dann fünftklassigen Oberliga Nordost. Nachdem die Spielzeit zunächst mit dem Klassenerhalt auf dem 12. Rang abgeschlossen worden war, zog der FSV seine Mannschaft jedoch aufgrund fehlender finanzieller Mittel aus der Oberliga zurück. Infolgedessen verließen fast alle Spieler der ersten Mannschaft den Verein, woraufhin die zweite Mannschaft ihren Platz übernahm und ab der Spielzeit 2009/10 in der siebtklassigen Landesliga Mecklenburg-Vorpommern (Staffel Nord) antrat. Im Jahr 2012 gelang die Rückkehr in die Verbandsliga. Im Januar 2015 musste der Verein nach der Abwanderung vieler Spieler den Rückzug aus der Verbandsliga verkünden. In der Saison 2015/16 trat die neue erste Männermannschaft in der Landesklasse IV (8. Liga) an, in der bisher die zweite Mannschaft aktiv war. 2019 gelang dem Team die Rückkehr in die Landesliga. In der stark durch die Corona-Pandemie beeinträchtigten Saison 2020/21 trug die Mannschaft lediglich acht Spiele aus, die alle gewonnen werden konnten. Als Tabellenerster gelang damit der Aufstieg in die Verbandsliga, in der Bentwisch seit 2021 vertreten ist.
Sowohl die A- als auch die B-Jugend wurden in der Saison 2007/08 Landesmeister.

### Saisonübersichten ab der Saison 1991/92
| Saison    | Liga                                                          | Platz | Punkte | Anmerkungen                                     | Landespokal   |
| --------- | ------------------------------------------------------------- | ----- | ------ | ----------------------------------------------- | ------------- |
| 1991/92   | Bezirksklasse Mecklenburg-Vorpommern Nord Staffel 3 (8. Liga) | 04    | 25:15  |                                                 |               |
| 1992/93   | Bezirksklasse Mecklenburg-Vorpommern Nord Staffel 2 (8. Liga) | 03    | 40:20  |                                                 |               |
| 1993/94   | Bezirksklasse Mecklenburg-Vorpommern Nord Staffel 2 (8. Liga) | 01    |        |                                                 |               |
| 1994/95   | Bezirksklasse Mecklenburg-Vorpommern Nord Staffel 2 (8. Liga) | 03    | 41:19  | Aufstieg                                        |               |
| 1995/96   | Bezirksliga Mecklenburg-Vorpommern Nord (7. Liga)             | 06    | 41     |                                                 |               |
| 1996/97   | Bezirksliga Mecklenburg-Vorpommern Nord (7. Liga)             | 07    | 35     |                                                 |               |
| 1997/98   | Bezirksliga Mecklenburg-Vorpommern Nord (7. Liga)             | 02    | 60     |                                                 |               |
| 1998/99   | Bezirksliga Mecklenburg-Vorpommern Nord (7. Liga)             | 03    | 44     |                                                 |               |
| 1999/2000 | Bezirksliga Mecklenburg-Vorpommern Nord (7. Liga)             | 01    | 52     | Aufstieg                                        |               |
| 2000/01   | Landesliga Mecklenburg-Vorpommern West (6. Liga)              | 10    | 39     |                                                 |               |
| 2001/02   | Landesliga Mecklenburg-Vorpommern West (6. Liga)              | 11    | 38     |                                                 |               |
| 2002/03   | Landesliga Mecklenburg-Vorpommern West (6. Liga)              | 05    | 45     |                                                 |               |
| 2003/04   | Landesliga Mecklenburg-Vorpommern West (6. Liga)              | 01    | 57     | Aufstieg                                        |               |
| 2004/05   | Verbandsliga Mecklenburg-Vorpommern (5. Liga)                 | 04    | 54     |                                                 |               |
| 2005/06   | Verbandsliga Mecklenburg-Vorpommern (5. Liga)                 | 04    | 59     |                                                 | Finale        |
| 2006/07   | Verbandsliga Mecklenburg-Vorpommern (5. Liga)                 | 04    | 56     |                                                 | Finale        |
| 2007/08   | Verbandsliga Mecklenburg-Vorpommern (5. Liga)                 | 01    | 69     | Aufstieg                                        | 3. Runde      |
| 2008/09   | Oberliga Nordost Staffel Nord (5. Liga)                       | 12    | 37     | freiwilliger Rückzug                            | Achtelfinale  |
| 2009/10   | Landesliga Mecklenburg-Vorpommern Nord (7. Liga)              | 04    | 46     |                                                 | 3. Runde      |
| 2010/11   | Landesliga Mecklenburg-Vorpommern Nord (7. Liga)              | 03    | 50     |                                                 | 1. Runde      |
| 2011/12   | Landesliga Mecklenburg-Vorpommern Nord (7. Liga)              | 01    | 55     | Aufstieg                                        | Achtelfinale  |
| 2012/13   | Verbandsliga Mecklenburg-Vorpommern (6. Liga)                 | 03    | 54     |                                                 | Halbfinale    |
| 2013/14   | Verbandsliga Mecklenburg-Vorpommern (6. Liga)                 | 13    | 27     |                                                 | Viertelfinale |
| 2014/15   | Verbandsliga Mecklenburg-Vorpommern (6. Liga)                 | –     | –      | Rückzug                                         | Achtelfinale  |
| 2015/16   | Landesklasse IV Mecklenburg-Vorpommern (8. Liga)              | 06    | 43     |                                                 |               |
| 2016/17   | Landesklasse IV Mecklenburg-Vorpommern (8. Liga)              | 05    | 44     |                                                 |               |
| 2017/18   | Landesklasse I Mecklenburg-Vorpommern (8. Liga)               | 02    | 69     |                                                 | 1. Runde      |
| 2018/19   | Landesklasse III Mecklenburg-Vorpommern (8. Liga)             | 01    | 85     |                                                 | 3. Runde      |
| 2019/20   | Landesliga Mecklenburg-Vorpommern West (7. Liga)              | 02    | 40     | nur 19 Ligaspiele                               | 2. Runde      |
| 2020/21   | Landesliga Mecklenburg-Vorpommern Nord (7. Liga)              | 01    | 24     | nur 8 Ligaspiele; Aufstieg; Abbruch Landespokal | Achtelfinale  |
| 2021/22   | Verbandsliga Mecklenburg-Vorpommern (6. Liga)                 | 12    | 37     | nur 29 Ligaspiele                               | Viertelfinale |
| 2022/23   | Verbandsliga Mecklenburg-Vorpommern (6. Liga)                 | 10    | 35     |                                                 | 3. Runde      |
| 2023/24   | Verbandsliga Mecklenburg-Vorpommern (6. Liga)                 | 06    | 48     |                                                 | Viertelfinale |
| 2024/25   | Verbandsliga Mecklenburg-Vorpommern (6. Liga)                 | 12    | 29     |                                                 | 3. Runde      |

### Bekannte Trainer und Spieler
- Kai Bülow, Jugendspieler in Bentwisch bis 1994, danach unter anderem Bundesligaspieler bei Hansa Rostock
- Gernot Alms, Trainer in Bentwisch bis 2000, zuvor unter anderem Oberligaspieler bei Hansa Rostock
- René Rydlewicz, Trainer in Bentwisch 2010/11, zuvor u. a. Bundesligaspieler bei Bayer Leverkusen, TSV 1860 München, Hansa Rostock
- Volker Röhrich, Spieler in Bentwisch 1996/96, zuvor Hansa Rostock, SC Fortuna Köln, Arminia Bielefeld, Parchimer FC
- Darren White, Jugendspieler in Bentwisch